# Dalubian
Dalubian är en köping i sydöstra Kina. Den ligger i Lianzhou i staden Qingyuan i provinsen Guangdong, omkring 220 kilometer norr om provinshuvudstaden Guangzhou. Antalet invånare är 27 536. Befolkningen består av 13 559 kvinnor och 13 977 män. Barn under 15 år utgör 25,0 %, vuxna 15-64 år 59 %, och äldre över 65 år 14,0 %.